# Жемчужный (Хакасия)
Жемчужный (хак.Жемчужнай) — посёлок в Ширинском районе Республики Хакасия России.

## География
Расположен на берегу озера Шира. Географически и административно слит с посёлком Колодезным.
Расстояние до ближайшей железнодорожной станции Шира 12 км. Транспортные сообщения: автодороги межмуниципального значения. Расстояние до столицы Хакасии Абакана 155 км, до Красноярска 325 км.

## История
Основан в 1897 г. В 1976 г. Указом Президиума Верховного Совета РСФСР курортный поселок Озеро Шира переименован в Жемчужный. Статус посёлка городского типа с 1976 года до 30 января 2013 года.

## Население
| 1979 | 1989  | 2002 | 2009 | 2010 | 2012 | 2013 |
| ---- | ----- | ---- | ---- | ---- | ---- | ---- |
| 1943 | ↗2348 | ↘814 | ↘757 | ↗811 | ↘779 | ↘770 |

## Достопримечательности
Озёра Шира и Итколь. Действующий курорт (минеральная вода, климато- и бальнеолечение).

## Социальная сфера
Работает детский санаторий. Имеются общеобразовательная школа, детский сад, библиотека.

## Галерея

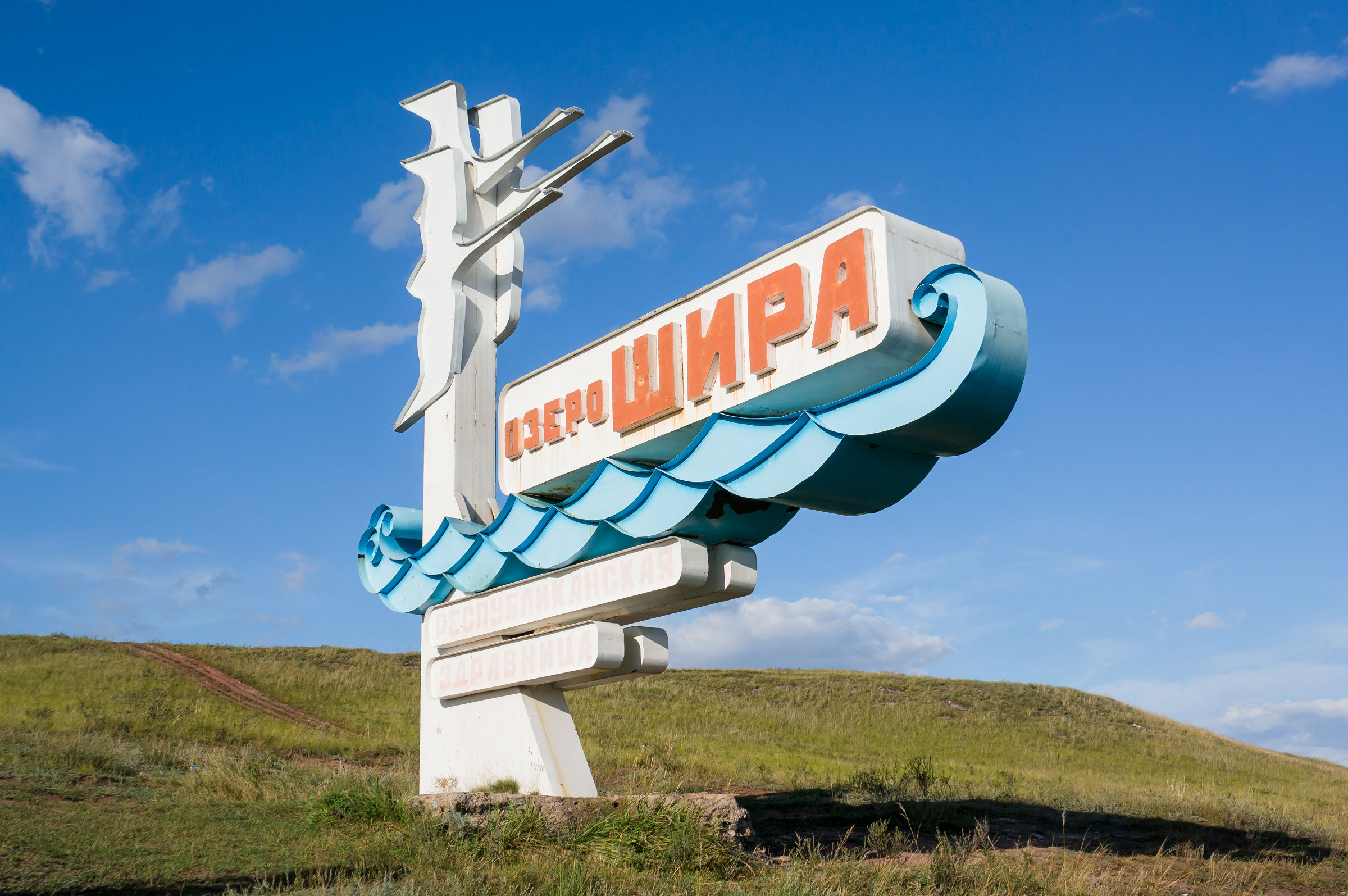
Стела при въезде на курорт «Озеро Шира»
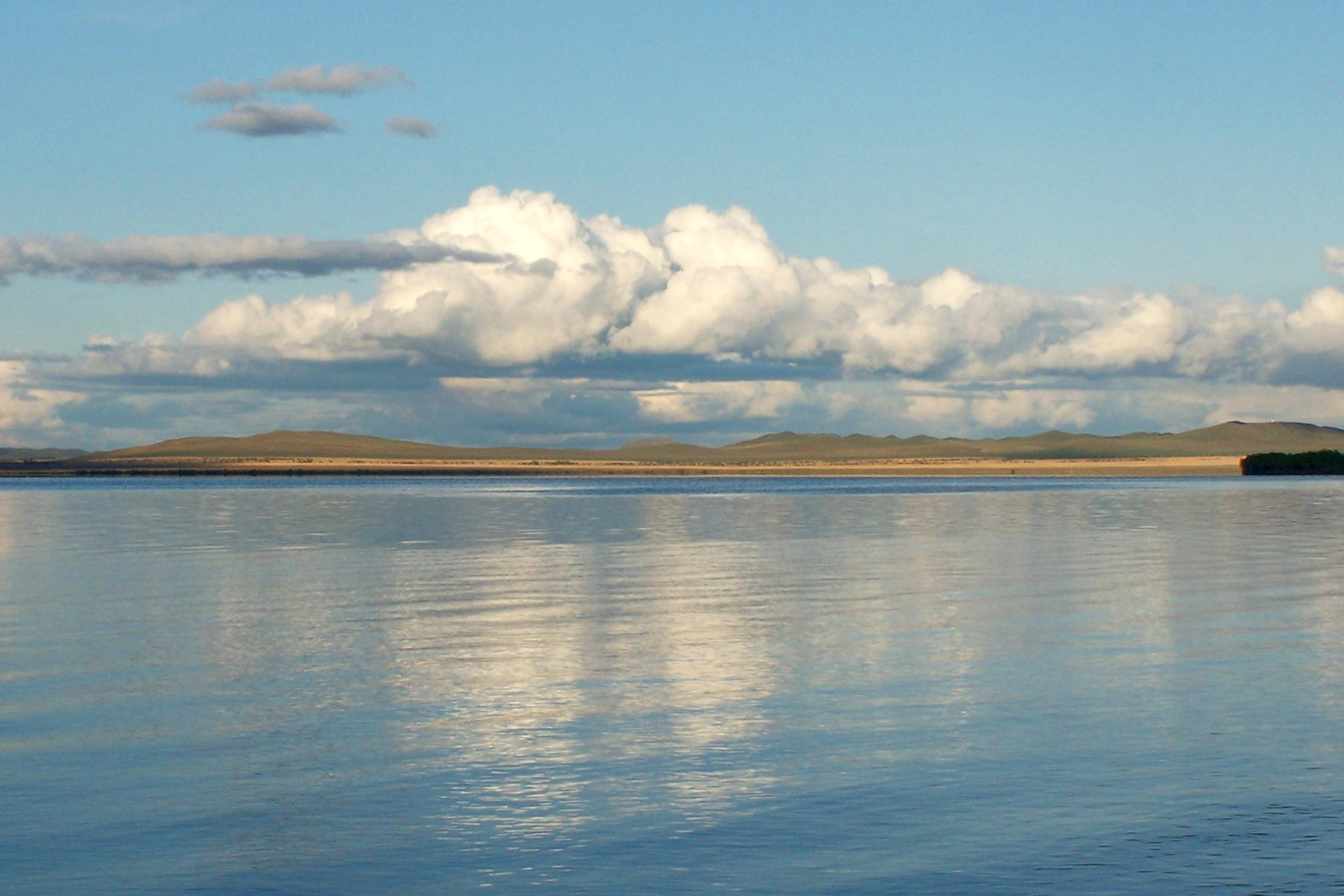
Озеро Шира
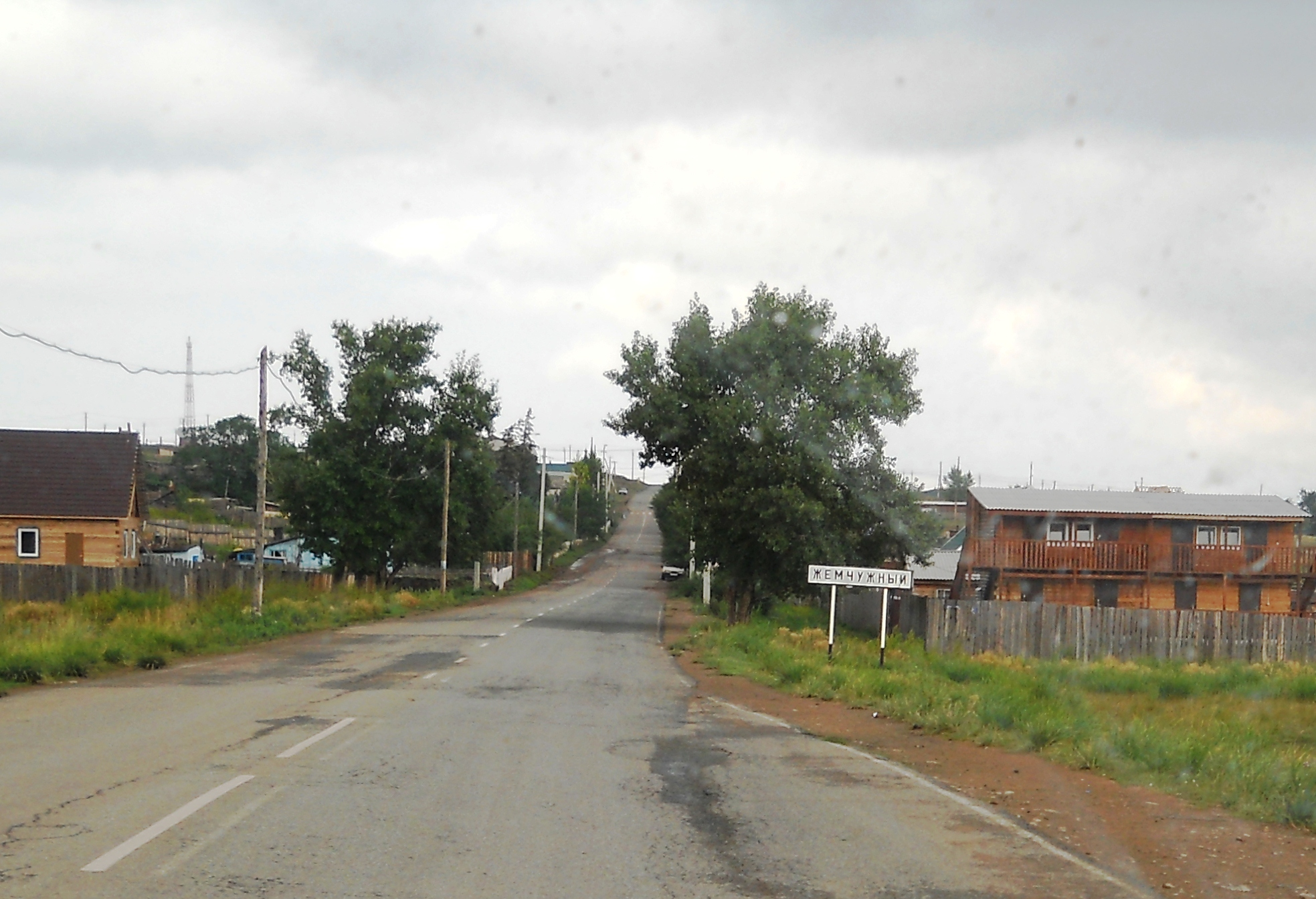
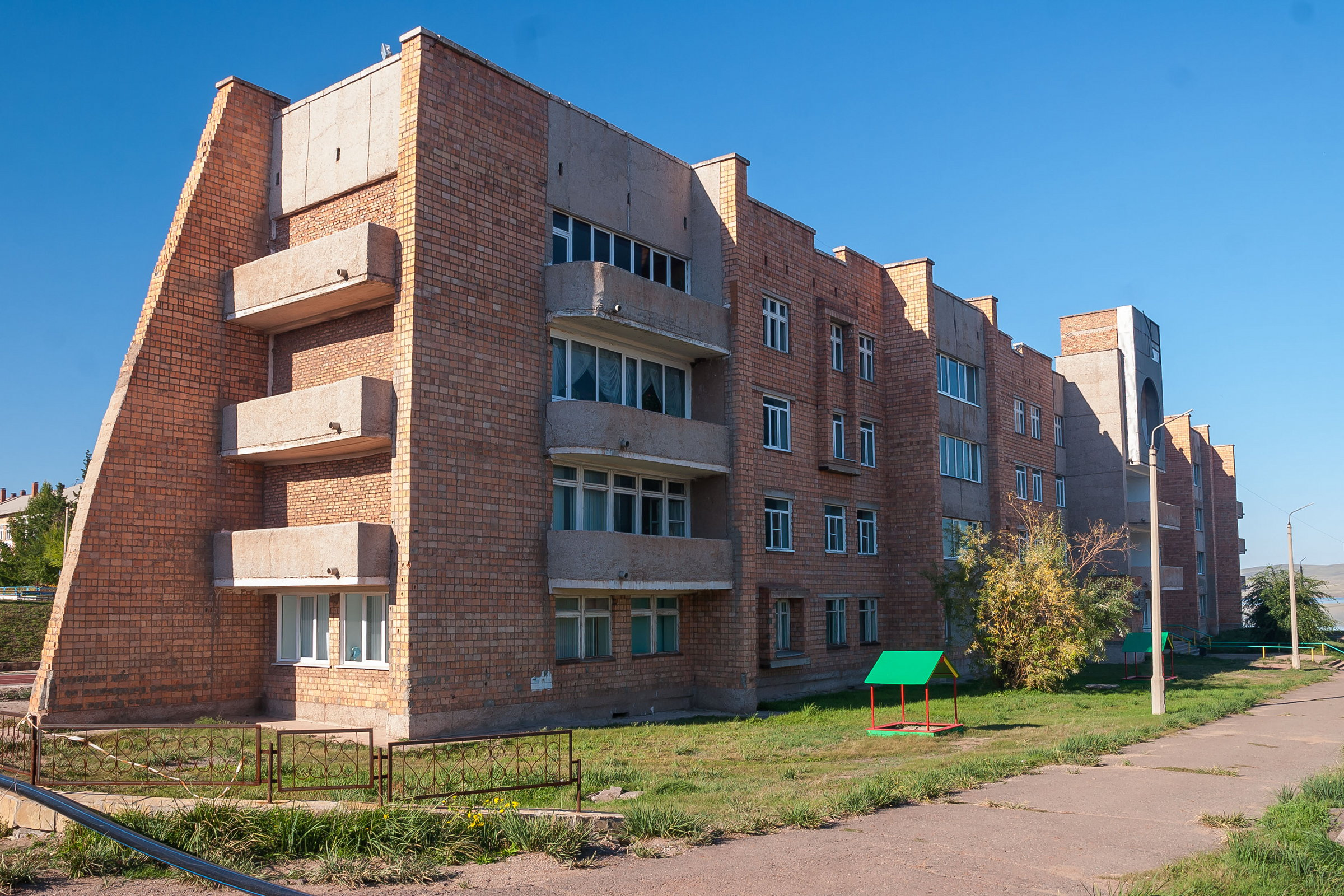
Детский санаторий «Озеро Шира», корпус «Ласточка»